# Taštyp (villaggio)
Taštyp (in russo Таштып?) è un villaggio della Russia che appartiene alla Chakassia. È il centro amministrativo del distretto Taštypskij.
Si trova 150 km a sud-ovest della capitale della repubblica Abakan.